# Kenjutsu
Kenjutsu (剣術), japansk og kan oversættes som 'sværdkunst', der blev praktiseret før Meiji-restaurationen 1868.

## Historie

### Japans feudale tidsperiode
Sværdkunsten med træsværdet i Japan er kendt før det 15. århundrede, hvorom det på nuværende tidspunkt er blevet bekræftet, at betegnelsen 'kenjutsu' blev benyttet af sværdskolen (ryū) Tenshin Shoden Katori Shinto-ryu, der blev etableret i år 1447 af Iizasa Chōisai Ienao. Efter denne ryū opstod der i samme periode mere end fem tusinde ryū overalt i Japan, der ligeledes anvendte betegnelsen kenjutsu.
Kenjutsu fik i Tokugawa perioden (1603-1868) en anden betydning blandt nogle af kenjutsu-skolerne. På grund af den fredlige periode i Tokugawa perioden fik den moralske træning større betydning frem for fysiske teknikker ved disse skoler. Den første sværdskole, som foretog denne ændring var Abe-ryū (安部流), stiftet af Abe Gorodaiyu i 1667. I år 1673 blev Abe-ryū den første fægteskole, der anvendte begrebet Kendo 剣道 i forbindelse med sin undervisningsmetodik. Abes undervisningsmetode lagde vægt på den mentale og moralske træning frem for fysiske teknikker.

### Japans moderne tidsperiode
Efter Meiji-restaurationen 1868 blev det japanske samfund moderniseret, hvilket indebar en gennemgribende omstrukturering af samfundet, såvel politisk som kulturelt. Samurai-klassen blev afviklet som stand, og der blev indledt tiltag for at standardisere japanske kampdiscipliner. Den japanske organisationen Dai Nippon Butoku Kai blev stiftet i 1895, der ønskede at standardisere japanske kampdiscipliner, så som Kenjutsu og 'Gekken'. Organisationen konstruerede den moderne Kendo, hvor Kenjutsu-teknikker blev modificeret samt en ny standardiseret kata blev introduceret. Selve betegnelsen "Kendo" var ikke ny, eftersom den allerede eksisterede før Meiji-restaurationen. Det var dog ikke alle Kenjutsu-skoler, der ønskede denne modernisering, hvorfor flere gamle Kenjutsu-skoler stadigvæk eksisterer den dag i dag.

## Praktisering
Eftersom der eksisterede tusindvis af kenjutsu-skoler, eksisterede der således mange forskellige teknikker, hvor de respektive skoler hver især havde deres foretrukne teknikker. Teknikkerne blev indarbejdet ved hjælp af kata, hvor teknikkerne indarbejdes i samarbejde med en opponent (modstander). Kontaktgraden varierer afhængig af ryū (skole) og traditioner.
Under træningen anvendes primært bokuto eller bokken, men anvendelse af katana kan også finde sted.
Nogle ryū anvender to størrelser for katana, hvor det ene sværd er længere end det andet sværd. Det lange sværd kaldes for daitō, mens det korte sværd kaldes for wakizashi eller shōtō. Endvidere eksisterer der ryū, hvor det længere samuraisværd, tachi, anvendes. Anvendelsen af to sværd i stedet for et enkelt sværd, kaldes for nitōjutsu (二刀術). En berømt eksponet for nitōjutsu var Miyamoto Musashi (1584-1645 e.Kr.), som var stifter af Hyōhō Niten Ichi-ryū.